# ويليام تيري جاكسون
ويليام تيري جاكسون (بالإنجليزية: William Terry Jackson)‏ هو قاضي وسياسي أمريكي، ولد في 29 ديسمبر 1794، وتوفي في 15 سبتمبر 1882. انتخب عضو مجلس النواب الأمريكي.